# Syndicat mixte des bassins hydrauliques de l'Isère
Le Symbhi, Syndicat mixte des bassins hydrauliques de l'Isère, est un établissement public (syndicat mixte) français qui aménage et gère les rivières Isère, Drac et Romanche au sud du département de l'Isère. Il est constitué avec le département de l’Isère, Grenoble-Alpes Métropole et plusieurs (9 au 1er janvier 2021) autres intercommunalités du Sud Isère.
Le Symbhi est un syndicat au service des collectivités territoriales et des habitants. Ses deux missions principales sont d'une part la conduite des projets d’aménagement intégré des rivières Isère, Drac et Romanche, d'autre part la gestion au quotidien de ces cours d’eau, de leurs affluents et de leurs ouvrages. Son objectif est de protéger les personnes et les biens contre les inondations, et de préserver, restaurer et mettre en valeur la rivière et les milieux aquatiques associés.

## Histoire
« Le Symbhi (Syndicat mixte des bassins hydrauliques de l’Isère) a été créé en 2004, sur l’initiative du Conseil général de l’Isère, pour traiter les problèmes d’inondation prégnants sur les rivières Isère et Romanche. »

## Organisation
Depuis le 1er janvier 2021, le SYMBHI compte 11 collectivités membres représentées par 33 élus (3 élus par membre) siégeant au conseil syndical. Cette instance décide des actions à mener, des financements à mobiliser et des règles de gestion du syndicat.
En 2021, les onze collectivités membres du Symbhi sont :
- le département de l’Isère ;
- la métropole Grenoble-Alpes Métropole ;
- la communauté d’agglomération du Pays voironnais (CAPV) ;
- la communauté de communes Le Grésivaudan (CCG) ;
- la Communauté de communes de l'Oisans (CCO) ;
- Saint-Marcellin Vercors Isère Communauté (SMVIC) ;
- la communauté de communes de la Matheysine (CCM) ;
- la communauté de communes du Trièves (CCT) ;
- la communauté de communes du Massif du Vercors ;
- la communauté de communes de Bièvre Est ;
- la communauté de communes du Royans-Vercors.

Le conseil syndical du Symbhi décide des actions à mener, des financements à mobiliser et des règles de gestion du syndicat. Depuis 2020, il est présidé par Fabien Mulyk, maire de Corps, conseiller général du canton de Matheysine-Trièves et vice président du Conseil départemental de l’Isère.
Les statuts du syndicat prévoient que les droits de vote attribués sont répartis entre les membres au prorata de leur contribution financière aux charges générales du syndicat (40 % pour les représentants du Département et ceux de la Métropole ; 20 % répartis entre les huit autres intercommunalités).
D'un point de vue administratif et opérationnel, le Symbhi fonctionne avec les moyens et services du Conseil général de l'Isère.

## Évolution
Les statuts du Symbhi ont été conçus pour permettre l'adhésion volontaire de grands acteurs institutionnels ayant un rôle à jouer dans le domaine de l'eau.

## Missions
Pour les rivières de l'Isère, du Drac et de la Romanche, les missions du Symbhi consistent à animer, coordonner ou contribuer aux démarches globales de :
- prévention des risques d'inondations ;
- gestion de la rivière et de son bassin versant.

## Projets
Le Symbhi a été créé pour porter de grands projets d'aménagements portant à la fois sur la protection contre les inondations et la préservation des milieux naturels. Cette activité se découpe en 2 projets différents :
- le projet Isère amont a pour cadre les 29 communes de la plaine alluviale de l'Isère[6] :
  - la tranche 1 - budget de 52 Millions d'euros HT - (aménagement des berges entre Saint-Ismier et Grenoble) est prévue entre 2012 à 2016[7].
  - les tranches 2 et 3 - budget de 83 Millions d'euros HT - (aménagement des berges entre Pontcharra et Saint-Ismier) est prévue entre 2015 et 2021[8]
- le projet Romanche a pour cadre l'aménagement autour de la Romanche[9] :
  - la partie aval Romanche-Séchilienne - budget de 28,2 Millions d'euros HT - (aménagements de la partie délimitée par les communes de Livet-et-Gavet et Champ-sur-Drac) est prévue entre 2013 et 2015.
  - la partie des travaux sur l'amont du bassin versant (plaine du Bourg d'Oisans) est en étude.